# 宇部協立病院
宇部協立病院（うべきょうりつびょういん）は、医療生活協同組合健文会が山口県宇部市五十目山町に設置する病院。

## 概要
救急告示病院に指定されている。全日本民主医療機関連合会（民医連）加盟病院。

## 沿革
- 1982年6月 - 宇部協立病院開設（50床、内科単独）
- 1987年7月 - 外科を開設し107床に増床
- 1988年4月 - 整形外科を開設
- 1989年4月 - 159床に増床し、三つの病棟に
- 1990年3月 - みなし法人から医療生活協同組合健文会設立へ
- 1997年4月 - リハビリ棟増築し、老人デイケア開設
- 1998年 - 3階病棟を一般病棟から介護力強化病棟へ変更
- 2003年7月 - 医師臨床研修指定病院(管理型)に指定
- 2004年6月 - 病院の全面改築完了（療養環境の大幅改善）、 病院機能評価（Ver.4）
- 2007年 - MDCT導入
- 2008年5月 - 精神科外来開設
- 2009年
  - 3月 - MRI導入
  - 4月 - 医師臨床研修指定病院・管理型から基幹型に移行
- 2010年6月 - 無料低額診療開始
- 2011年 - 3月PACS導入、5月MDCT更新（8列→16列）8月病院機能評価（Ver.6）更新
- 2013年10月 - 電子カルテ導入
- 2015年 - 地域包括ケア病床に転換（16床）
- 2016年 - 病院機能評価 3rdG：ver1.1
- 2019年1月 - 地域包括ケア病床に転換（52床）

## 診療科
(この節の出典)
- 内科
- 外科
- 整形外科
- 精神科
- リハビリテーション科
- リウマチ科
- 呼吸器内科
- 消化器内科（胃腸内科）
- 循環器内科
- 肛門外科
- 放射線科
- 糖尿病内科（代謝内科）

## 医療機関の認定
(この節の出典)
- 保険医療機関
- 労災保険指定医療機関
- 臨床研修病院
- 指定自立支援医療機関（精神通院医療）
- 身体障害者福祉法指定医の配置されている医療機関
- 精神保健指定医の配置されている医療機関
- 生活保護法指定医療機関(中国残留邦人等の円滑な帰国の促進並びに永住帰国した中国残留邦人等及び特定配偶者の自立の支援に関する法律(平成6年法律第30号)に基づく指定医療機関を含む。)
- 在宅療養支援病院
- 難病の患者に対する医療等に関する法律(平成26年法律第50号)に基づく指定医療機関
- 無料低額診療事業実施医療機関
- 原子爆弾被害者一般疾病医療取扱医療機関
- 公益財団法人日本医療機能評価機構認定病院[4]

## 特徴
- 病院の理念により、差額ベッド料（個室料）を徴収していない[5]。

## 交通アクセス
- JR宇部線「宇部岬駅」徒歩10分[6]
- 宇部市営バス「宇部協立病院前」徒歩1分[6]
- 山口宇部空港 徒歩15分[6]